# Internazionali di Tennis di Baviera 2006 - Qualificazioni singolare
Le qualificazioni del singolare degli Internazionali di Tennis di Baviera 2006 sono state un torneo di tennis preliminare per accedere alla fase finale della manifestazione. I vincitori dell'ultimo turno sono entrati di diritto nel tabellone principale. In caso di ritiro di uno o più giocatori aventi diritto a questi sono subentrati i lucky loser, ossia i giocatori che hanno perso nell'ultimo turno ma che avevano una classifica più alta rispetto agli altri partecipanti che avevano comunque perso nel turno finale.
Le qualificazioni del singolare prevedevano 32 partecipanti di cui 4 sono entrati nel tabellone principale.

## Teste di serie
1. Tomas Behrend (ultimo turno)
2. Denis Gremelmayr (Qualificato)
3. Jérôme Haehnel (secondo turno)
4. Michal Mertiňák (secondo turno)

1. Júlio Silva (ultimo turno)
2. Tobias Summerer (Qualificato)
3. Ernests Gulbis (primo turno)
4. Philipp Petzschner (ultimo turno)

## Qualificati
1. Tobias Summerer
2. Denis Gremelmayr

1. Dieter Kindlmann
2. Alexander Peya

## Tabellone

### Legenda
| - Q = Qualificato - WC = Wild card - LL = Lucky loser | - ALT = Alternate - SE = Special Exempt - PR = Protected Ranking | - w/o = Walkover - r = Ritirato - d = Squalificato |

### Sezione 1
|  | Primo turno        | Primo turno        | Primo turno        | Primo turno | Primo turno |  |  | Secondo turno | Secondo turno      | Secondo turno      | Secondo turno   | Secondo turno |   |   | Ultimo turno | Ultimo turno  | Ultimo turno | Ultimo turno | Ultimo turno |  |
|  |                    |                    |                    |             |             |  |  |               |                    |                    |                 |               |   |   |              |               |              |              |              |  |
|  |                    |                    |                    |             |             |  |  |               |                    |                    |                 |               |   |   |              |               |              |              |              |  |
|  |                    |                    |                    |             |             |  |  | 1             | Tomas Behrend      | Tomas Behrend      | 6               | 6             |   |   |              |               |              |              |              |  |
|  | Alexander Satschko | Alexander Satschko | Alexander Satschko | 6           | 6           |  |  |               | Alexander Satschko | Alexander Satschko | 1               | 0             |   |   |              |               |              |              |              |  |
|  | Roger Krajcovic    | Roger Krajcovic    | Roger Krajcovic    | 4           | 0           |  |  |               |                    |                    |                 |               |   |   | 1            | Tomas Behrend | 4            | 6            | 0            |  |
|  | Kevin Sorensen     | Kevin Sorensen     | Kevin Sorensen     | 6           | 6           |  |  |               |                    | 6                  | Tobias Summerer | 6             | 1 | 6 |              |               |              |              |              |  |
|  | Jim Thomas         | Jim Thomas         | Jim Thomas         | 2           | 4           |  |  |               | Kevin Sorensen     | Kevin Sorensen     | 3               | 1             |   |   |              |               |              |              |              |  |
|  | 6                  | Tobias Summerer    | 6                  | 3           | 6           |  |  | 6             | Tobias Summerer    | Tobias Summerer    | 6               | 6             |   |   |              |               |              |              |              |  |
|  |                    | Nicolás Todero     | 2                  | 6           | 0           |  |  |               |                    |                    |                 |               |   |   |              |               |              |              |              |  |

### Sezione 2
|  | Primo turno            | Primo turno            | Primo turno            | Primo turno | Primo turno |  |  | Secondo turno          | Secondo turno          | Secondo turno          | Secondo turno      | Secondo turno      |   |      | Ultimo turno | Ultimo turno     | Ultimo turno     | Ultimo turno | Ultimo turno |  |
|  |                        |                        |                        |             |             |  |  |                        |                        |                        |                    |                    |   |      |              |                  |                  |              |              |  |
|  | 2                      | Denis Gremelmayr       | Denis Gremelmayr       | 6           | 7           |  |  |                        |                        |                        |                    |                    |   |      |              |                  |                  |              |              |  |
|  |                        | Daniel Brands          | Daniel Brands          | 3           | 5           |  |  | 2                      | Denis Gremelmayr       | Denis Gremelmayr       | 6                  | 6                  |   |      |              |                  |                  |              |              |  |
|  | Sascha Kloer           | Sascha Kloer           | Sascha Kloer           | 6           | 6           |  |  |                        | Sascha Kloer           | Sascha Kloer           | 3                  | 3                  |   |      |              |                  |                  |              |              |  |
|  | Valentino Pest         | Valentino Pest         | Valentino Pest         | 3           | 1           |  |  |                        |                        |                        |                    |                    |   |      | 2            | Denis Gremelmayr | Denis Gremelmayr | 6            | 7            |  |
|  | Dennis van Scheppingen | Dennis van Scheppingen | Dennis van Scheppingen | 6           | 6           |  |  |                        |                        |                        | Matthias Bachinger | Matthias Bachinger | 3 | 6(1) |              |                  |                  |              |              |  |
|  | Jeff Coetzee           | Jeff Coetzee           | Jeff Coetzee           | 1           | 2           |  |  | Dennis van Scheppingen | Dennis van Scheppingen | Dennis van Scheppingen | 68                 | 4                  |   |      |              |                  |                  |              |              |  |
|  |                        | Matthias Bachinger     | Matthias Bachinger     | 7           | 6           |  |  | Matthias Bachinger     | Matthias Bachinger     | Matthias Bachinger     | 7                  | 6                  |   |      |              |                  |                  |              |              |  |
|  | 7                      | Ernests Gulbis         | Ernests Gulbis         | 6           | 2           |  |  |                        |                        |                        |                    |                    |   |      |              |                  |                  |              |              |  |

### Sezione 3
|  | Primo turno      | Primo turno         | Primo turno         | Primo turno | Primo turno |  |  | Secondo turno | Secondo turno      | Secondo turno      | Secondo turno      | Secondo turno |   |   | Ultimo turno | Ultimo turno     | Ultimo turno | Ultimo turno | Ultimo turno |  |
|  |                  |                     |                     |             |             |  |  |               |                    |                    |                    |               |   |   |              |                  |              |              |              |  |
|  | 3                | Jérôme Haehnel      | Jérôme Haehnel      | 6           | 6           |  |  |               |                    |                    |                    |               |   |   |              |                  |              |              |              |  |
|  |                  | Travis Parrott      | Travis Parrott      | 1           | 1           |  |  | 3             | Jérôme Haehnel     | 7                  | 4                  | 2             |   |   |              |                  |              |              |              |  |
|  | Dieter Kindlmann | Dieter Kindlmann    | Dieter Kindlmann    | 6           | 6           |  |  |               | Dieter Kindlmann   | 62                 | 6                  | 6             |   |   |              |                  |              |              |              |  |
|  | Patrick Taubert  | Patrick Taubert     | Patrick Taubert     | 1           | 1           |  |  |               |                    |                    |                    |               |   |   |              | Dieter Kindlmann | 6            | 68           | 6            |  |
|  | Christopher Kas  | Christopher Kas     | Christopher Kas     | 6           | 7           |  |  |               |                    | 8                  | Philipp Petzschner | 2             | 7 | 2 |              |                  |              |              |              |  |
|  | Aljoscha Thron   | Aljoscha Thron      | Aljoscha Thron      | 2           | 62          |  |  |               | Christopher Kas    | Christopher Kas    | 4                  | 65            |   |   |              |                  |              |              |              |  |
|  | 8                | Philipp Petzschner  | Philipp Petzschner  | 6           | 6           |  |  | 8             | Philipp Petzschner | Philipp Petzschner | 6                  | 7             |   |   |              |                  |              |              |              |  |
|  |                  | Sebastian Rieschick | Sebastian Rieschick | 3           | 2           |  |  |               |                    |                    |                    |               |   |   |              |                  |              |              |              |  |

### Sezione 4
|  | Primo turno    | Primo turno      | Primo turno      | Primo turno | Primo turno |  |  | Secondo turno | Secondo turno   | Secondo turno   | Secondo turno | Secondo turno |   |   | Ultimo turno | Ultimo turno   | Ultimo turno   | Ultimo turno | Ultimo turno |  |
|  |                |                  |                  |             |             |  |  |               |                 |                 |               |               |   |   |              |                |                |              |              |  |
|  | 4              | Michal Mertiňák  | Michal Mertiňák  | 6           | 6           |  |  |               |                 |                 |               |               |   |   |              |                |                |              |              |  |
|  |                | Aleksandar Bajin | Aleksandar Bajin | 3           | 4           |  |  | 4             | Michal Mertiňák | Michal Mertiňák | 4             | 3             |   |   |              |                |                |              |              |  |
|  | Alexander Peya | Alexander Peya   | Alexander Peya   | 7           | 6           |  |  |               | Alexander Peya  | Alexander Peya  | 6             | 6             |   |   |              |                |                |              |              |  |
|  | Jan Minar      | Jan Minar        | Jan Minar        | 64          | 3           |  |  |               |                 |                 |               |               |   |   |              | Alexander Peya | Alexander Peya | 6            | 6            |  |
|  | Miša Zverev    | Miša Zverev      | 5                | 6           | 6           |  |  |               |                 | 5               | Júlio Silva   | Júlio Silva   | 3 | 1 |              |                |                |              |              |  |
|  | Xavier Audouy  | Xavier Audouy    | 7                | 2           | 4           |  |  |               | Miša Zverev     | Miša Zverev     | 63            | 4             |   |   |              |                |                |              |              |  |
|  | 5              | Júlio Silva      | Júlio Silva      | 6           | 2           |  |  | 5             | Júlio Silva     | Júlio Silva     | 7             | 6             |   |   |              |                |                |              |              |  |
|  |                | John van Lottum  | John van Lottum  | 1           | 0r          |  |  |               |                 |                 |               |               |   |   |              |                |                |              |              |  |